# István Kertész
István Kertész (ur. 28 sierpnia 1929 w Budapeszcie, zm. 16 kwietnia 1973 w Kefar Sawa) – niemiecki dyrygent pochodzenia węgierskiego.

## Życiorys
Pochodził z rodziny o korzeniach żydowskich, w wieku sześciu lat rozpoczął naukę gry na skrzypcach. W czasie II wojny światowej jego rodzina ukrywała się, dzięki czemu przetrwała Holocaust. W latach 1947–1953 studiował w Akademii Muzycznej im. Ferenca Liszta w Budapeszcie u Leó Weinera (skrzypce), Zoltána Kodálya (kompozycja) i László Somogyiego (dyrygentura). Od 1953 roku był dyrygentem w Győr, następnie od 1955 roku był dyrygentem i korepetytorem Węgierskiej Opery Państwowej. Po upadku powstania węgierskiego w 1956 roku wyemigrował do RFN i otrzymał niemieckie obywatelstwo. W 1958 roku studiował w Akademii Muzycznej św. Cecylii w Rzymie u Fernando Previtaliego. Pełnił funkcję dyrygenta teatrów miejskich w Augsburgu (1958–1963) i Kolonii (1964–1973). Od 1965 do 1968 roku był pierwszym dyrygentem London Symphony Orchestra. W 1973 roku otrzymał angaż na stanowisko dyrygenta Bamberger Symphoniker. Utopił się, pływając w Morzu Śródziemnym w trakcie pobytu w Kefar Sawa w Izraelu.
Gościnnie dyrygował wieloma orkiestrami, m.in. Berliner Philharmoniker, Wiener Philharmoniker, Koninklijk Concertgebouworkest, Orchestre de la Suisse Romande, Detroit Symphony Orchestra i New York Philharmonic. Prowadził spektakle operowe w Covent Garden Theatre w Londynie, Teatro Colón w Buenos Aires i Staatsoper w Hamburgu. Występował na festiwalach w Salzburgu, Edynburgu, Montreux, Lucernie i Spoleto. Nagrywał dla wytwórni Decca. Wraz z wiedeńską Staatsoper dokonał pierwszego pełnego nagrania La clemenza di Tito W.A. Mozarta, z London Symphony Orchestra nagrał natomiast wszystkie symfonie Antonína Dvořáka.